# Distrito de Tororo
Tororo es un distrito localizado en Uganda, más precisamente al este de dicho país africano. Como otros distritos de Uganda, se nombra igual que su capital, Tororo. En el distrito se ubica el complejo de Sukulu, un complejo del carbonatita, a 6 kilómetros al este de la capital.
El distrito de Tororo es también sede del Programa de Desarrollo Rural para los Huérfanos de Uganda (UORDP), que fue fundado en 1998. Entre sus actividades cabe destacar que promueve y apoya la salud, la nutrición, la renta y el estado educativo de niños huérfanos, las viudas y los viudos y otras mujeres marginadas, especialmente infectados con el virus del sida.

## Demografía
En 1991, el censo nacional de población estimó la población del distrito en 285.300 habitantes. El censo nacional de 2002 la estimó en 379.400 habitantes, con una tasa de crecimiento poblacional anual de aproximadamente el 2,7 %. En 2012, la población a mitad de año se estimó en 487.900 habitantes.

## Economía
La agricultura es la columna vertebral de la economía del distrito. La mayor parte de los productos del distrito se consume localmente o se vende en las zonas urbanas. Los cultivos principales son el mijo, la yuca, los guisantes, los frijoles, el boniato, el sésamo, el girasol, el algodón, la cebolla, el arroz y el maíz.

## Personalidades locales
De este distrito es Tezira Jamwa, una profesora, política y activista por los derechos de las mujeres ugandesa. Representó a Tororo en la Asamblea Constituyente de 1994 y posteriormente fue diputada por el condado de Budama Norte Occidental en el sexto parlamento de Uganda (1996-2001). Es miembro fundadora del Foro de Mujeres en la Democracia (FOWODE) y también formó parte de la Comisión de Servicios del Distrito de Tororo.